# Incidentul armat de la Giurgiulești din 2 iulie 1940
Incidentul armat de la Giurgiulești a fost o acțiune militară, desfășurată la data de 2 iulie 1940, care a implicat Compania a V-a din Regimentul V Care de Luptă din Galați, comandată de căpitanul Napoleon Alexandru Popescu, și o coloană de  blindate sovietice. Incidentul a avut loc în capul de pod de peste râul Prut situat în fața punctului de trecere al râului de la Galați - Giurgiulești, cu șase ore înainte de  evacuarea și cedarea oficială a Basarabiei, a Bucovinei de Nord și a ținutului Herța.
Compania de tancuri română ocupa un dispozitiv de luptă cu subunitățile dispuse la intrările dinspre nord și est ale satului Giurgiulești, precum și la capătul podului rutier și feroviar de peste Prut, având misiunea de a asigura siguranța evacuării trupelor române din capul de pod. Compania a angajat lupta cu o coloană blindată sovietică, ce nu a respectat graficul de deplasare a unităților militare ruse și nici limita de minim patru kilometri între trupele Armatei Roșii – aflate în curs de înaintare, și cele românești – aflate în curs de retragere, continuând să înainteze agresiv. Incidentul a constat într-un schimb de focuri de artilerie, care s-a soldat cu distrugerea a patru mașini de luptă rusești și a fost urmat de retragerea organizată a subunităților române din capul de pod și de distrugerea ulterioară a podului.

## Context

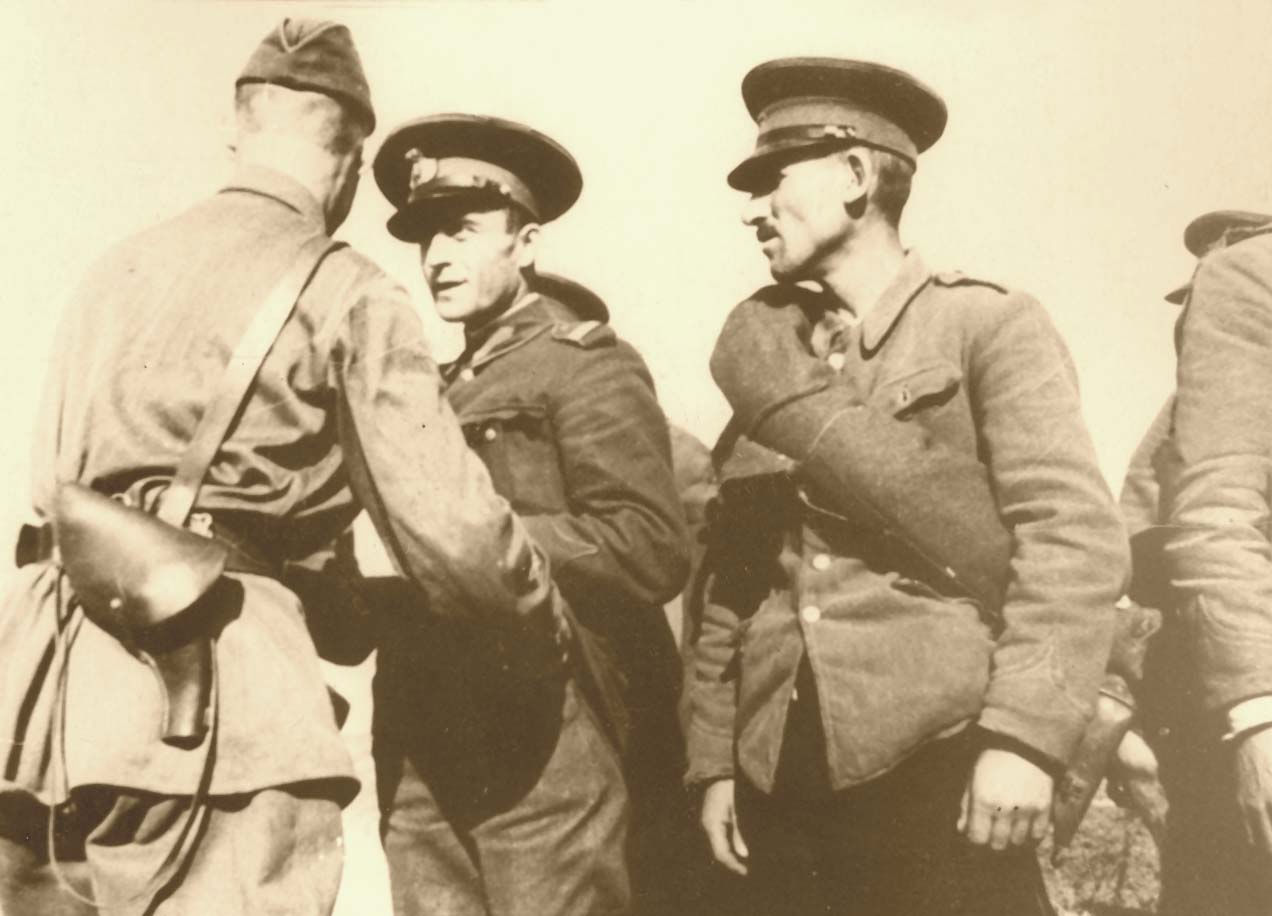
Umilirea Armatei Române în Basarabia în 1940: percheziționarea unor militari români de către un militar sovietic.

Ultimatumul sovietic a cerut ca Armata Română să evacueze teritoriile basarabene și nord-bucovinean în patru zile, începând cu data de 28 iunie. Chiar și în aceste condiții, trupele ruse au invadat teritoriile clamate încă din noaptea de 27/28 iunie 1940, 
unitățile motorizate și cele de cavalerie înaintând rapid spre Prut și devansând formațiunile militare românești aflate în curs de evacuare. Sovieticii au aplicat tactici foarte agresive, instalând puncte de control, punând soldații români – în special pe cei din Basarabia, în situații foarte periculoase sau fatale, dezarmându-i, umilindu-i și uneori arestându-i. A existat un număr mare de incidente și cazuri numeroase de morți și răniți din rândul trupelor române.
În dimineața zilei de 28 iunie 1940, Marele Stat Major român a emis dispoziții conform cărora trupele românești trebuiau să nu deschidă focul asupra trupelor sovietice și să nu reacționeze la provocările acestora, iar comandanților li s-a cerut să intre în contact cu trupele sovietice.

## Preludiul
Ca urmare a hotârârii  Guvernului României de a evacua din Basarabia trupele române și de a organiza rezistența pe aliniamentul râului Prut, Marele Stat Major a decis ca să fie instalate servicii de pază și ordine de către  subunități de arme întrunite, la toate trecerile peste râu. Ca misiune a acestor subunități, a fost desemnată asigurarea evacuării pe jos din teritoriile cedate a trupelor române și în același timp asigurarea securității căilor ferate, a podurilor, a depozitelor și a aerodromurilor, precum și asigurarea împotriva eventualelor sabotaje a întreprinderilor industriale, a uzinelor electrice, a punctelor de telegraf, telefon, a gărilor și a altor puncte necesare.

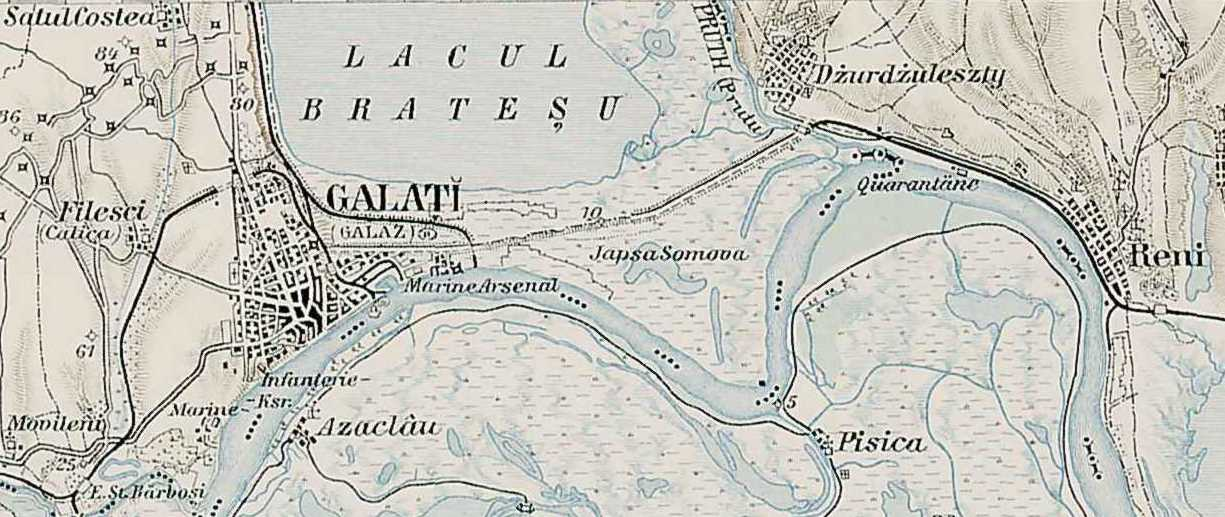
Arealul Galați-Giurgiulești-Reni, aici într-o hartă austro-ungară din 1901

La Giurgiulești – localitate situată pe teren plan la est de Prut și aflată la extremitatea sudică a  județului Cahul unde se face vărsarea Prutului în Dunăre, exista un pod peste Prut care realiza legătura județului Cahul cu orașul Galați, cu 2 fire de circulație, dintre care unul de cale ferată. Conform unei directive emisă de colonelul Eftimiu, șeful  Statului Major al Corpului de Cavalerie la 2 iulie 1940, trupele române trebuiau să mențină până în dimineața zilei de 3 iulie 1940 capătul de pod de la Giurgiulești și oricare tentativă de dezarmare a militarilor români aflați în acest context urma să primească o ripostă militară. Ca atare, în capul de pod situat la est de Prut, urma să rămână un batalion din Regimentul 46 Infanterie, un alt batalion de infanterie ușoară, o secție de artilerie și o  companie de  care de luptă aflată sub comanda căpitanului Napoleon Alexandru Popescu. Aceasta companie, care se afla la Galați, era dotată cu mașini de luptă model Skoda. 
În adâncime, apărarea urma să interzică trupelor ruse inamice trecerea acestora la vest de Prut. Astfel, blocarea culoarului spre Galați urma să se facă la nivelul podurilor prin intermediul unor piese de artilerie și de armament anticar, asigurându-se totodată distrugerea respectivelor lucrări de artă în cazul unei tentative de trecere.
La Galați, se afla în același timp membrul  Partidului Comunist Român Gheorghe Apostol, cu sarcina de a aștepta trupele ruse pentru a le preda orașul.

## Ordinea de bătaie

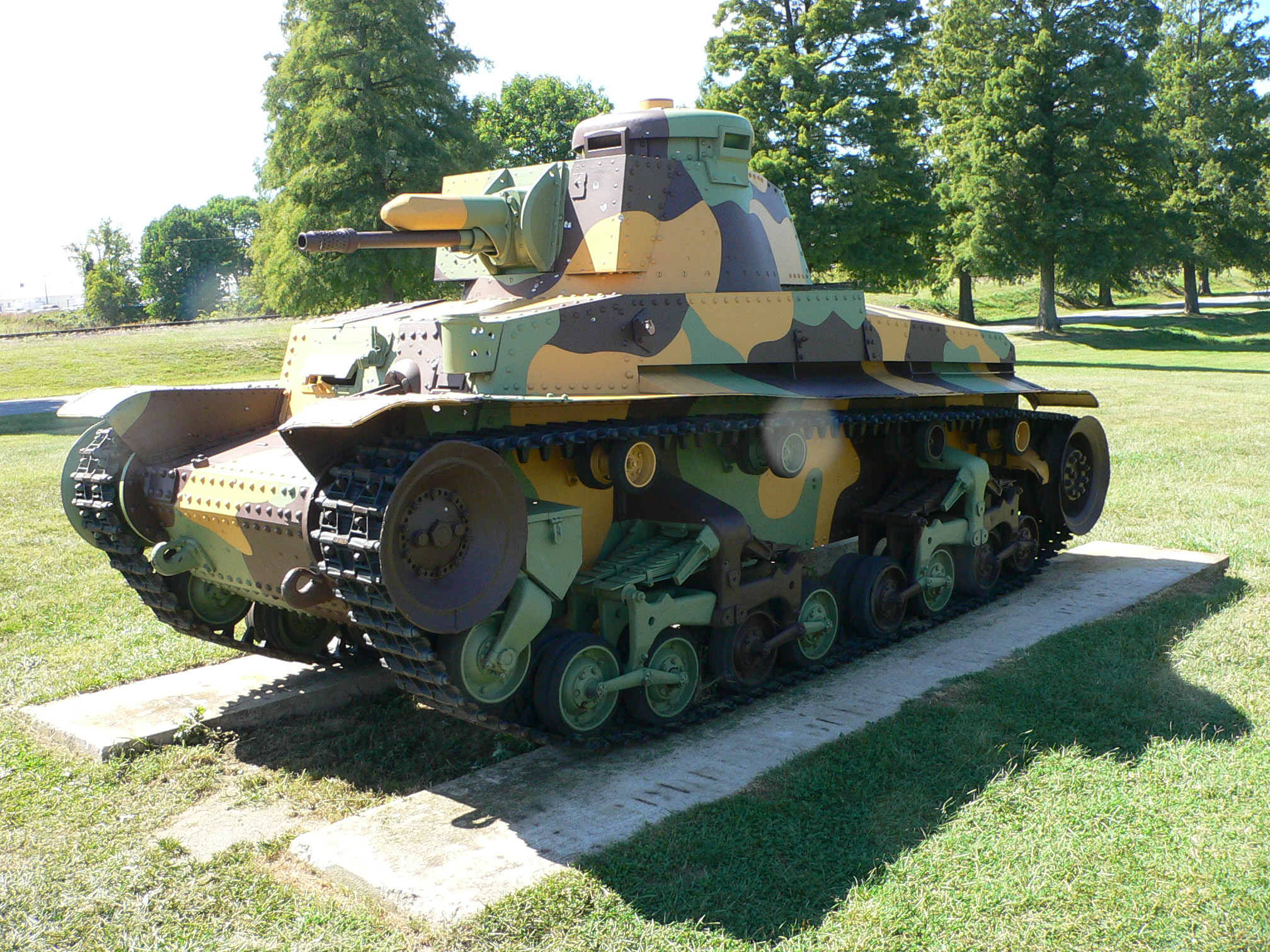
Tancuri Skoda Pz.Kpfw. 35(t), folosite de către Armata Română

Apărarea căilor de acces spre pod de către blindate, urma să se facă din direcțiile nord și est ale satului Giurgiulești, în cooperare cu un divizion de cavalerie purtată (infanterie mecanizată). Carele de luptă au fost dispuse la marginea satului și au fost camuflate sub copacii din grădinile sătenilor, terenul plan făcând posibilă o bună observare până la o depărtare de câțiva kilometri.
Plutoanele de care de luptă au intrat în următorul  dispozitiv:
- Plutonul 1 aflat sub comanda locotenentului Mihail Pană a ocupat la marginea satului Giurgiulești intrările dinspre est
- Plutonul 2 aflat sub comanda locotenentul Mihai Teodorescu a ocupat la marginea satului intrarea dinspre nord
- Plutonul 3 a fost menținut în  rezervă cu 5 tancuri, la capătul podului.

Un agent  motociclist a asigurat legătura dintre căpitanul Alexandru Popescu și comandanții de plutoane, agent care la ordin a executat și  patrularea în tot arealul capului de pod.
Deoarece în dimineața zilei de 1 iulie divizionul de cavalerie purtată a părăsit capul de pod, în apărare a rămas numai compania de tancuri.

## Incidentul

### Desfășurare

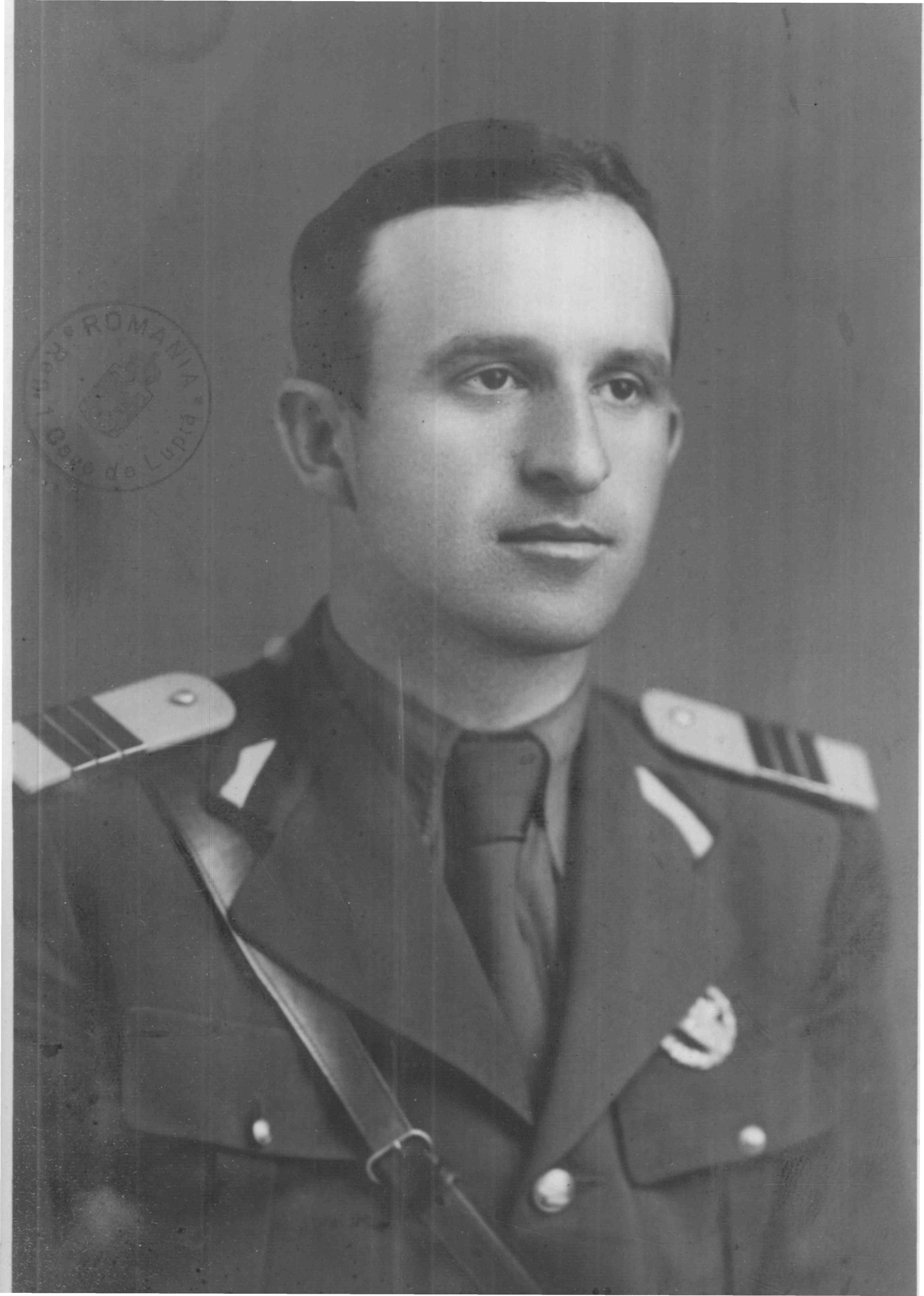
Comandantul Companiei a V-a din Regimentul 1 Care de Luptă: căpitanul Napoleon Alexandru Popescu, în anul 1940

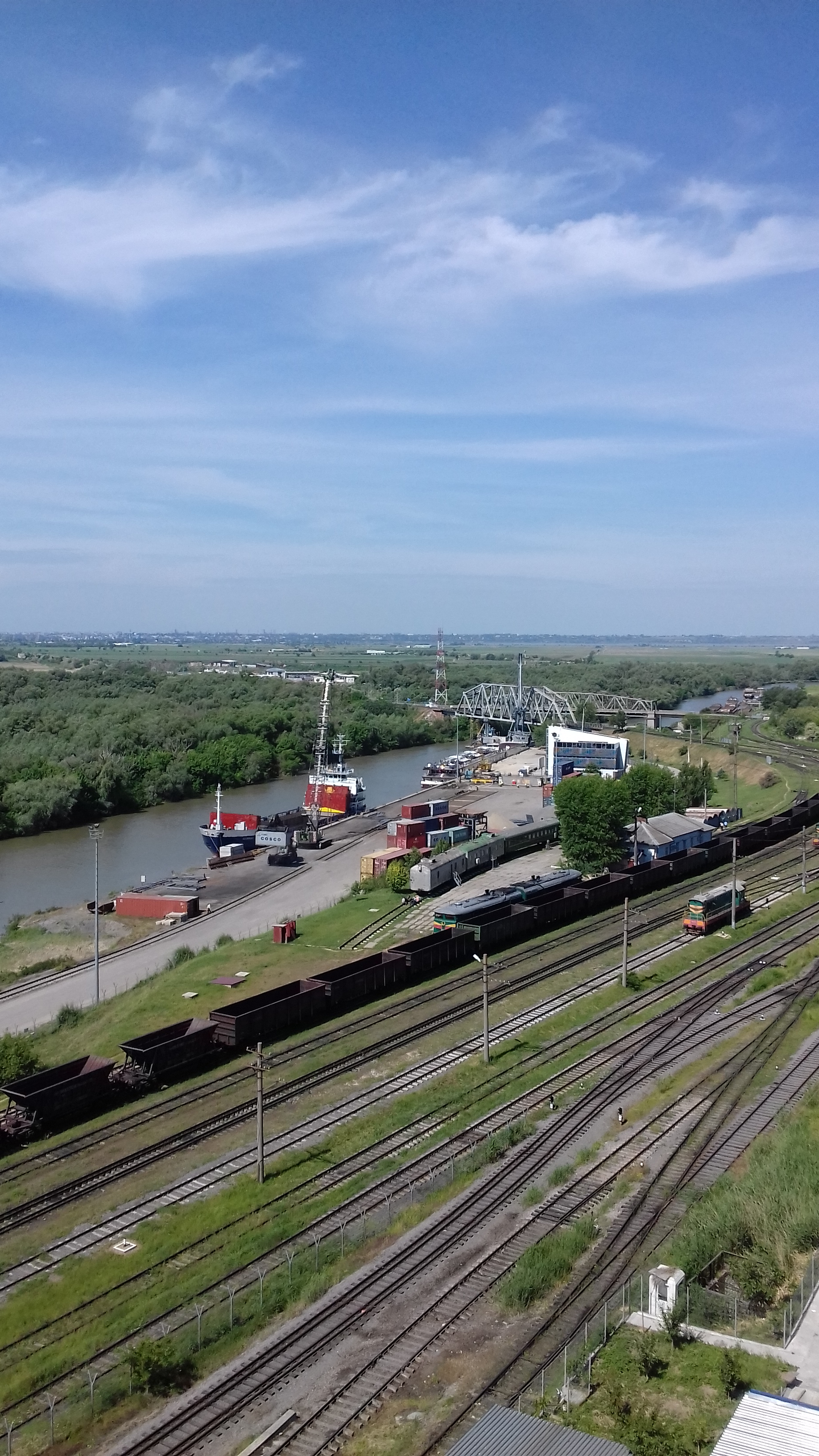
Trecerea Prutului la Giurgiulești, astăzi

În dimineața zilei de 2 iulie 1940, o coloană de 70 de vehicule blindate ale  Armatei Roșii mergând spre Galați, s-a îndreptat spre zona podului cu șase ore anterior de predarea oficială de către România a teritoriului basarabean.
Instalate pe poziție la est de Prut și confruntate cu înaintarea agresivă a trupelor sovietice, mașinile de luptă românești au primit de la căpitanul Popescu ordinul de a încărca proiectile perforante în toate tunurile și de a trage de la o distanță aflată sub 300 m, în foc plin, fără somație. Ca atare, tanchiștii români au ripostat trăgând aproximativ 80 de proiectile, în luptă fiind angajat plutonul dinspre est al locotenentului Pană și ca sprijin cel de rezervă. La rândul lor rușii au replicat deschizând focul, dar ineficient, deoarece au tras cu proiectile explozive brizante.
Efectul duelului de artilerie a fost reprezentat de distrugerea a 4 mașini de luptă inamice rusești, din care 3 tanchete alături de un tanc, incendiate. Aflată în situația iminentă de a i se tăia  retragerea, o companie română de infanterie s-a retras în ordine pe sub malul râului și apoi a trecut pe pod, spre Galați. Astfel, retragerea trupelor aflate la vest de Prut s-a făcut sub protecția tancurilor, infanteria și celelalte unități românești fiind salvate prin acțiunea acestora și putându-se astfel replia.
După retragerea infanteriei românești, dinspre coloana sovietică au sosit, cu un steag alb și cu un țăran translator, la postul de comandă al căpitanului Alexandru Popescu, trei ofițeri ruși, un căpitan de  aviație, un căpitan de  parașutiști și un căpitan de tancuri. Aceștia au început să parlamenteze cu ofițerul român, pentru ca tancurile românești să nu mai tragă și podul să nu fie distrus. În acest timp, de la comandamentul  diviziei române cărei îi aparținea compania de care de luptă – care fusese anunțat, a venit șeful de Stat Major al acesteia – colonelul Vasiliu, împreună cu căpitanul Dămăceanu. Odată venit, Vasiliu a preluat ducerea tratativelor și ca urmare, rușii s-au retras, iar compania de care de luptă a primit ordinul să se retragă peste pod.

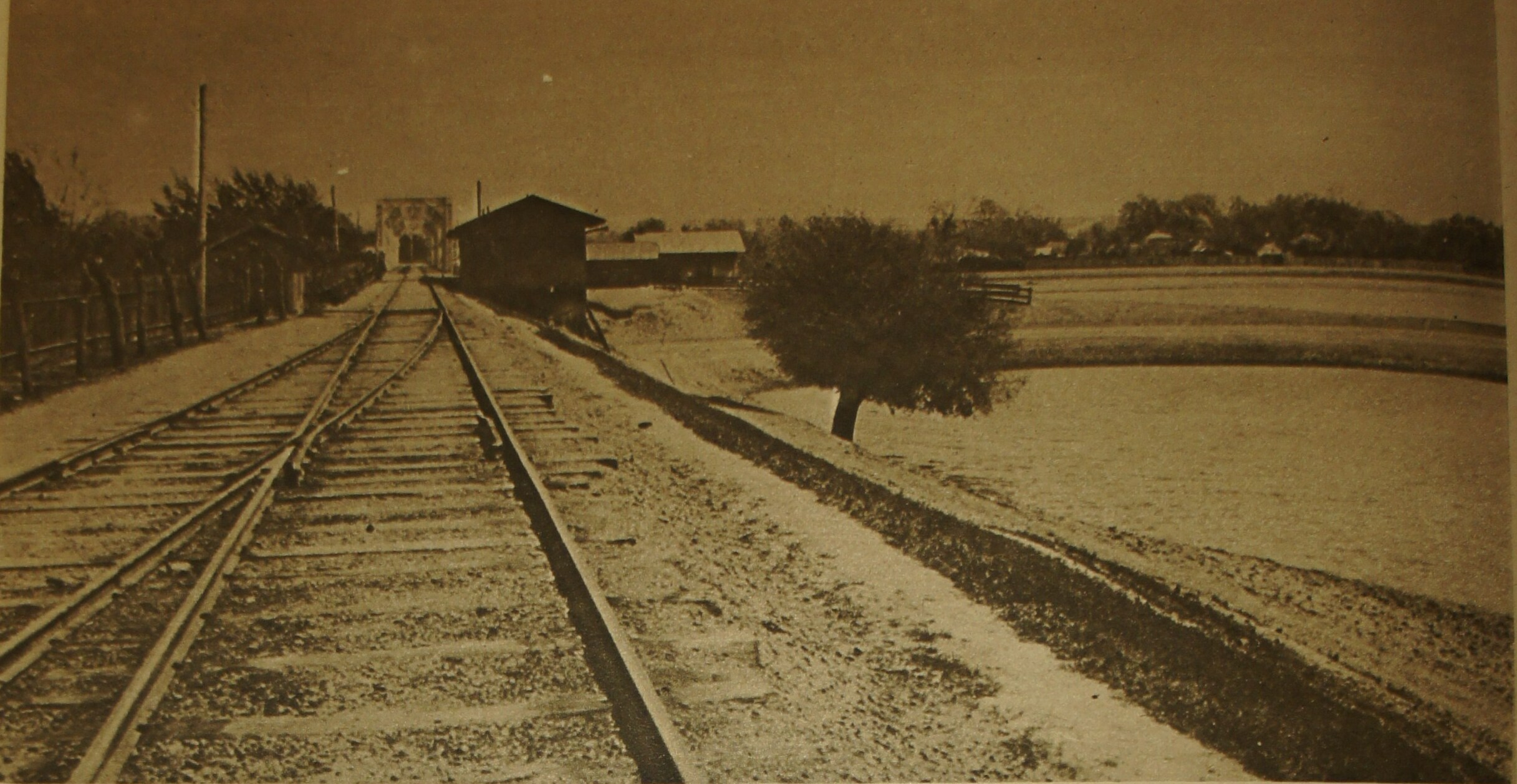
Podul feroviar de la Giurgiulești în 1916.

Deși ca urmare a tentativei sovietice de înaintare  geniștii români au decis să arunce în aer podul, comandantul companiei române de care de luptă a întors tancurile spre pod amenințând că deschide focul asupra geniștilor, dacă nu este lăsat să retragă  tehnica de luptă peste pod. Retragerea s-a făcut tanc cu tanc, așteptându-se trecerea și a utimilor  refugiați, după care geniștii care  minaseră podul l-au aruncat în aer. Ulterior, detașamentul de blindate a fost dislocat la  cazarma aerodromului Galați, cu misiunea de a asigura aeroportul din zonă, unde fusese previzionată o luptă cu tancurile amfibii sovietice care ar fi urmat să treacă peste  Brateș, pentru a încerca să rupă frontul.

### Versiunea sovietică
Istoricul militar rus Mihail Meltiukhov susține o altă versiune a evenimentelor din zilele respective. Conform acestuia, în zona Cahul - Reni se aflau unități ale Brigăzii 204 Aeropurtate (parașutiști) și ale Diviziei a 9-a Cavalerie (tancuri). Devansând formațiunile românești aflate în retragere, la Reni în ziua de 1 iulie Batalionul 2 al Brigăzii 204 Aeropurtate a instalat un punct de control al trupelor românești aflate în retragere, prin care sovieticii au impus măsuri de confiscare asupra materialelor pe care rușii le-au considerat ca aparținând populației basarabene. Aceleași măsuri au fost luate în Reni și asupra celor care erau transportați pe calea ferată.
În acest context, conform istoricului rus, unitățile românești aflate în zonă și fiind în curs de traversare a Prutului, adesea au deschis foc la întâmplare în direcția parașutiștilor. Ca efect, în cursul zilei un parașutist rus și un soldat român au fost uciși. Mai târziu în noaptea de 2 iulie, de pe malul românesc al Prutului în zona Giurgiulești s-a tras timp de 30 de minute spre posturile Batalionului 2 al  al Brigăzii 204 Aeropurtate, fără ca rușii să fi ripostat. Aceștia au tratat incidentul doar cu ajutorul parlamentarilor. De asemenea, la 1 și 2 iulie avioane românești au tras asupra pieței și gării Reni, fără a exista victime.
Conform aceluiași istoric, la 1,5 km est de Giurgiulești o companie românească a ocupat poziții defensive și a deschis foc răzleț cu puști și mitraliere asupra parașutiștilor Brigăzii 204 Aeropurtate. Ca urmare a indicațiilor comandantului brigăzii aeropurtate ruse, unitatea românească a fost retrasă peste Prut. În data de 2 iulie, la ora 18.30-19.00, 5-6 monitoare fluviale românești care se aflau între Giurgiulești și Galați, au deschis focul în timp ce ultimele subunități românești se retrăgeau pe pod, iar trupele sovietice s-au oprit la 250 de m de acesta, fără a riposta. La 19.45 după retragerea completă a trupelor române, într-o discuție desfășurată pe pod între reprezentanții sovietici și un colonel român, rușii au fost avertizați să părăsească podul. La 2-3 minute după plecarea acestora podul a fost distrus de patru explozii, două pe firul auto și două pe cel feroviar. Drept răspuns la protestele sovieticilor, românii au susținut că distrugerea podului s-a efectuat ca efect al atacului susținut de către tancurile ruse.

## In memoriam
În cadrul jurnalului de seară din data de 2 iulie 1940,  postul național de radio de la București a făcut cunoscut acest eveniment.
Un monument constituit dintr-o troiță și o placă comemorativă dedicat soldaților români din Al Doilea Război Mondial, situat la intrarea în Punctul de trecere frontieră Galați-Rutier (Giurgiulești), a fost inaugurat la data de 3 octombrie 2014 în amintirea luptelor de la Giurgiulești.
Pe placa comemorativă a respectivului monument este scris:
„In memoriam căpitanului Napoleon Alexandru Popescu comandantul Companiei a V-a Regimentul V Care de Luptă de la Galați 26.01.1909 - 03.12.1996. În ziua de 2 iulie 1940, cu șase ore înainte de evacuarea și cedarea oficială a Basarabiei, Bucovinei de Nord și ținutului Herței, căpitanul Napoleon Alexandru Popescu a fost singurul ofițer român care a oprit înaintarea trupelor sovietice de ocupație din Basarabia, la capul de pod de peste Prut, Galați-Giurgiulești.”